# باتريك شميت (لاعب كرة قدم ألماني)
باتريك شميت (بالألمانية: Patrick Schmidt)‏ (10 سبتمبر 1993 في ألمانيا - ) هو لاعب كرة قدم ألماني في مركز الهجوم. شارك مع منتخب ألمانيا تحت 16 سنة لكرة القدم ومنتخب ألمانيا لكرة القدم تحت 18 سنة ومنتخب ألمانيا تحت 19 سنة لكرة القدم. أما مع النوادي، فقد لعب مع نادي ساربروكن ونادي هامبورغ 08 وشالكه 04 ب.

## وصلات خارجية
- باتريك شميت (لاعب كرة قدم ألماني) على موقع قاعدة بيانات كرة القدم.إي يو (الإنجليزية)
- باتريك شميت (لاعب كرة قدم ألماني) على موقع بيانات كرة القدم. دي إي (الألمانية)
- باتريك شميت (لاعب كرة قدم ألماني) على موقع Soccerway.com (الإنجليزية)
- باتريك شميت (لاعب كرة قدم ألماني) على موقع عالم كرة القدم.نت (الإنجليزية)